# Venlose Voetbal Vereniging Venlo 2014-2015

## Rosa
| N. |                        | Ruolo | Calciatore          |
| -- | ---------------------- | ----- | ------------------- |
| 2  | Paesi Bassi (bandiera) | D     | Guus Joppen         |
| 3  | Paesi Bassi (bandiera) | D     | Jerold Promes       |
| 4  | Paesi Bassi (bandiera) | D     | Pim Balkestein      |
| 5  | Paesi Bassi (bandiera) | D     | Niels Fleuren       |
| 6  | Lettonia (bandiera)    | D     | Vitālijs Maksimenko |
| 7  | Paesi Bassi (bandiera) | A     | Aziz Khalouta       |
| 8  | Paesi Bassi (bandiera) | C     | Danny Post          |
| 10 | Giappone (bandiera)    | C     | Yūki Ōtsu           |
| 11 | Paesi Bassi (bandiera) | A     | Randy Wolters       |
| 12 | Finlandia (bandiera)   | P     | Niki Mäenpää        |
| 14 | Paesi Bassi (bandiera) | C     | Selman Sevinç       |
| 15 | Paesi Bassi (bandiera) | D     | Joeri Schroijen     |
| 17 | Paesi Bassi (bandiera) | C     | Quin Kruijsen       |

| N. |                        | Ruolo | Calciatore        |
| -- | ---------------------- | ----- | ----------------- |
| 18 | Paesi Bassi (bandiera) | A     | Dyon Gijzen       |
| 19 | Australia (bandiera)   | D     | Harry Ascroft     |
| 20 | Paesi Bassi (bandiera) | A     | Bas Hendriks      |
| 21 | Paesi Bassi (bandiera) | D     | Dylan Donkers     |
| 22 | Paesi Bassi (bandiera) | P     | Eric Verstappen   |
| 23 | Australia (bandiera)   | A     | Travis Cooper     |
| 24 | Inghilterra (bandiera) | A     | Medy Elito        |
| 25 | Paesi Bassi (bandiera) | C     | Jeffrey Altheer   |
| 26 | Paesi Bassi (bandiera) | A     | Vito van Crooij   |
| 27 | Paesi Bassi (bandiera) | A     | Shaquille Simmons |
| 28 | Paesi Bassi (bandiera) | D     | Beau Vilters      |
| 38 | Paesi Bassi (bandiera) | D     | Robin Buwalda     |

## Risultati

### Campionato

#### Girone di andata
| 8 agosto 2014, ore 20:00 1ª giornata | VVV-Venlo | 1 – 0 | Jong Twente |  |

| 15 agosto 2014, ore 20:00 2ª giornata | Den Bosch | 2 – 0 | VVV-Venlo |  |

| 22 agosto 2014, ore 20:00 3ª giornata | VVV-Venlo | 1 – 0 | De Graafschap |  |

| 25 agosto 2014, ore 20:00 4ª giornata | Oss | 2 – 3 | VVV-Venlo |  |

| 29 agosto 2014, ore 20:00 5ª giornata | VVV-Venlo | 1 – 4 | Emmen |  |

| 12 settembre 2014, ore 20:00 6ª giornata | MVV | 0 – 0 | VVV-Venlo |  |

| 19 settembre 2014, ore 20:00 7ª giornata | VVV-Venlo | 3 – 2 | Almere City |  |

| 26 settembre 2014, ore 20:00 8ª giornata | Eindhoven | 1 – 0 | VVV-Venlo |  |

| 3 ottobre 2014, ore 20:00 9ª giornata | VVV-Venlo | 2 – 1 | Helmond Sport |  |

| 17 ottobre 2014, ore 14:30 10ª giornata | Sparta Rotterdam | 1 – 0 | VVV-Venlo |  |

| 24 ottobre 2014, ore 16:30 11ª giornata | VVV-Venlo | 0 – 0 | RKC Waalwijk |  |

| 31 ottobre 2014, ore 20:00 12ª giornata | Jong PSV | 2 – 2 | VVV-Venlo |  |

| 7 novembre 2014, ore 14:30 13ª giornata | N.E.C. | 2 – 1 | VVV-Venlo |  |

| 21 novembre 2014, ore 20:00 14ª giornata | VVV-Venlo | 4 – 2 | Volendam |  |

| 28 novembre 2014, ore 20:00 15ª giornata | VVV-Venlo | 1 – 0 | Telstar |  |

| 1 dicembre 2014, ore 20:00 16ª giornata | Jong Ajax | 4 – 0 | VVV-Venlo |  |

| 6 dicembre 2014, ore 14:30 17ª giornata | VVV-Venlo | 1 – 1 | Roda JC |  |

| 12 dicembre 2014, ore 16:30 18ª giornata | Achilles '29 | 3 – 0 | VVV-Venlo |  |

| 19 dicembre 2014, ore 14:30 19ª giornata | VVV-Venlo | 0 – 0 | Fortuna Sittard |  |

#### Girone di ritorno
| 16 gennaio 2015, ore 20:00 20ª giornata | Jong Twente | 0 – 1 | VVV-Venlo |  |

| 23 gennaio 2015, ore 14:30 21ª giornata | VVV-Venlo | 3 – 0 | MVV |  |

| 30 gennaio 2015, ore 20:00 22ª giornata | Emmen | 1 – 1 | VVV-Venlo |  |

| 6 febbraio 2015, ore 20:00 23ª giornata | De Graafschap | 1 – 1 | VVV-Venlo |  |

| 9 febbraio 2015, ore 20:00 24ª giornata | VVV-Venlo | 2 – 1 | Oss |  |

| 13 febbraio 2015, ore 20:00 25ª giornata | Almere City | 0 – 1 | VVV-Venlo |  |

| 20 febbraio 2015, ore 20:00 26ª giornata | Roda JC | 2 – 1 | VVV-Venlo |  |

| 27 febbraio 2015, ore 20:00 27ª giornata | VVV-Venlo | 1 – 1 | Achilles '29 |  |

| 6 marzo 2015, ore 20:00 28ª giornata | Telstar | 0 – 3 | VVV-Venlo |  |

| 13 marzo 2015, ore 20:00 29ª giornata | VVV-Venlo | 1 – 0 | Jong Ajax |  |

| 16 marzo 2015, ore 20:00 30ª giornata | VVV-Venlo | 4 – 0 | Den Bosch |  |

| 20 marzo 2015, ore 19:45 31ª giornata | Fortuna Sittard | 1 – 1 | VVV-Venlo |  |

| 3 aprile 2015, ore 20:00 32ª giornata | VVV-Venlo | 0 – 2 | Jong PSV |  |

| 6 aprile 2015, ore 14:30 33ª giornata | RKC Waalwijk | 0 – 0 | VVV-Venlo |  |

| 10 aprile 2015, ore 20:00 34ª giornata | VVV-Venlo | 2 – 1 | Eindhoven |  |

| 17 aprile 2015, ore 20:00 35ª giornata | Helmond Sport | 3 – 1 | VVV-Venlo |  |

| 24 aprile 2015, ore 20:00 36ª giornata | VVV-Venlo | 1 – 1 | Sparta Rotterdam |  |

| 1 maggio 2015, ore 20:00 37ª giornata | Volendam | 1 – 1 | VVV-Venlo |  |

| 8 maggio 2015, ore 20:00 38ª giornata | VVV-Venlo | 3 – 1 | N.E.C. |  |